# Aéroport de Boende
L’Aéroport de Boende (IATA : BNB, ICAO : FZGN) est un aéroport de république démocratique du Congo desservant la ville de Boende, chef-lieu de la province de la Tshuapa.
La balise non directionnelle de Boende (Ident : 'BDE) est située à 2,3 milles nautiques (4,3 km) à l'ouest-sud-ouest de l'aéroport.

## Situation
| Bandundu Basango Mboliasa Bunia Gbadolite Gemena Goma Ilebo Kalemie Kananga Kikwit Kindu Kinshasa-Ndjili Kinshasa-N'Dolo Kisangani Kolwezi Lodja Lubumbashi Matari Matadi Mbandaka Mbuji Mayi Nioki Tshikapa Tshumbe |